# 1975 في كوريا الجنوبية
فيما يلي قوائم الأحداث التي وقعت خلال عام 1975 في كوريا الجنوبية.

## سياسة

### تعيين في المنصب
- 18 ديسمبر – تشوي كيو ها رئيس وزراء كوريا الجنوبية.

## رياضة
- 1 يناير – بطولة آسيا لألعاب القوى 1975

## مواليد

### فبراير
- 17 فبراير – بارك سونغ هي لاعبة كرة مضرب كورية جنوبية.

### مايو
- 25 مايو – تشو إن سونغ لاعب كرة قاعدة كوري جنوبي.

### يوليو
- 23 يوليو – لي جونج هيو لاعب كرة قدم كوري جنوبي.
- 28 يوليو – ليم كوان سيك لاعب كرة قدم كوري جنوبي.

### أغسطس
- 14 أغسطس – سيو دونج-وون لاعب كرة قدم كوري جنوبي.

### أكتوبر
- 23 أكتوبر – يون سون-ها

### ديسمبر
- 1 ديسمبر – مون تاي-يونج لاعب كرة سلة أمريكي.
- 13 ديسمبر – جيمس كايسون ممثل أمريكي.